# Elizabeth Teissier

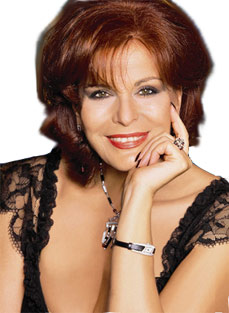
Elizabeth Teissier

Germaine Elizabeth Teissier du Cros Hynek, auch Madame Teissier (* 6. Januar 1938 als Germaine Elizabeth Hanselmann in Algier), ist eine schweizerisch-französische Astrologin, die auch als Mannequin und Schauspielerin tätig war.

## Leben
Nach ihrem Schulabschluss begann Teissier ein Medizinstudium an der Pariser Sorbonne, wechselte nach einem Jahr in die philosophische Fakultät und studierte Literatur und französische Philologie und Soziologie. In den 1960er-Jahren arbeitete sie als Mannequin, unter anderem für Coco Chanel, und begann gleichzeitig eine Filmkarriere. Von 1966 bis 1975 wirkte sie in 15 Filmen mit, vornehmlich in französischer Sprache. Filmpartner waren u. a. Marcello Mastroianni, Burt Lancaster und Jean-Paul Belmondo; sie spielte jeweils Nebenrollen.
In den 1970er-Jahren begann sie, sich mit Astrologie zu beschäftigen. Durch TV-Sendungen, Bücher und als Beraterin Prominenter gelangte sie zu Bekanntheit. Von 1981 bis 1983 war sie im deutschen Fernsehen als Co-Moderatorin von Horst Buchholz, später von Hans Peter Heinzl in der ARD Astro Show zu sehen.
Im Jahr 2001 wurde Teissier trotz der Proteste einiger Gelehrter an der Universität Paris V in Soziologie promoviert (Dissertation unter dem Titel Situation épistémologique de l'astrologie à travers l'ambivalence fascination / rejet dans les sociétés postmodernes).
Aus ihrer Ehe mit André Teissier du Cros hat sie zwei Töchter. Sie lebt in Genf.

## Filmografie (Auswahl)
- 1970: Das blutige Schloss der lebenden Leichen (The Blood Rose)
- 1971: Hamburg Transit, S2E07: Wie ihr das macht, ist Eure Sache
- 1971: Frustration (The Chambermaid's Dream)
- 1973: Chronik einer Leidenschaft (Rolande met de bles)
- 1973: Mach’s gut, Nicolas (Salut, l’artiste)
- 1975: Der Unverbesserliche (L’Incorrigible)
- 1981–1983: Astro Show, fünf Folgen